# Lakonien
Lakonien (griechisch Λακωνία Lakonía) ist eine griechische Landschaft im Süden der Region Peloponnes.
Das heutige Lakonien war in der Antike außerdem ein Teil des spartanischen Staates, dessen freie Einwohner Lakonier oder Lakedaimonier genannt wurden.
Von dem Adjektiv lakonisch als Bezeichnung für die Spartaner (vgl. spartanisch) leitet sich der Ausdruck lakonische Rede ab.

## Etymologie
In der Antike lässt sich ein Begriff für Lakonien oder lakonisch erst ab dem 5. Jahrhundert v. Chr. nachweisen. Bei Pindar findet sich der früheste Beleg für einen Lakonen (altgriechisch Λάκων Lákōn). In der archaischen Zeit gibt es also noch keinen Bezug auf eine Gegend Lakonien oder eine als Lakonen identifizierte Personengruppe, die ab klassischer Zeit regelmäßig mit dem politischen System der Lakedaimonier (Sparta) in Verbindung gebracht wird. 
In altgriechischen Texten ist als geographischer Begriff die Formulierung lakonisches Land (altgriechisch Λακωνικὴ γῆ Lakōnikḗ gḗ oder altgriechisch Λακωνικὴ χώρα Lakōnikḗ chṓra) üblich. Die lateinische Fassung Laconia ist nur vereinzelt belegt; Lakonien ist also erst als neuzeitliche Bezeichnung für das Gebiet im südlichen Peloponnes gebräuchlich.
Dem Mythos zufolge soll Lakonien in ältester Zeit Lelegia geheißen haben. Lelegia leitet sich ab vom Namen des mythischen Königs Lelex.

## Geographie
Lakonien befindet sich zwischen dem Parnon- und dem Taygetos-Gebirge, hohen Gebirgszügen, die in der Regel die Tausend-Meter-Grenze überschreiten und dadurch den ganzen Landstrich in der Antike zu einer Festung machten. Die Gebirgszüge laufen in zwei „Fingern“ der Halbinsel Peloponnes aus, der Parnon am Ende einer eher niedrigen Kette von Karsthügeln im Kap Kremidi, der Taygetos in der Halbinsel Mani. Zwischen ihnen befinden sich der Lakonische Golf und das fruchtbare Tal des Flusses Evrotas, der, bis er nach ca. 70 km den lakonischen Golf erreicht, von zahlreichen Nebenflüssen ergänzt wird, die im gesamten Tal für eine gleichmäßige Bewässerung sorgen.
Von der in der Antike mächtigen Hauptstadt Sparta blieben nur spärliche archäologische Reste erhalten. Zu den berühmtesten touristischen Reisezielen der Präfektur gehört die byzantinische Ruinenstadt Mystras sowie die Tropfsteinhöhle von Diros in West-Mani.

## Geschichte

### Prähistorische Zeit
Die Mykenische Periode lässt sich durch sechs Siedlungen in Lakonien nachweisen: Agios Vasilios, Amyklai, Karaousi, Agios Stephanos, Anthochorion und Menelaion. Colin Renfrew schätzte die Einwohnerzahl des mykenischen Lakonien auf etwa 50.000. Spätere Forscher gingen für gewöhnlich von einer geringeren Zahl an Einwohnern aus. Zwischen 1300 und 1050 v. Chr. endete die mykenische Epoche. Ab diesem Zeitpunkt folgt eine Periode ohne schriftliche Überlieferung. Archäologische Funde von Linear-B-Tafeln liegen nicht mehr vor. Um 900 v. Chr. entstand in der Region die spätere Polis Sparta.

### Archaische Zeit
Wie genau Sparta in archaischer Zeit seine Herrschaft über Lakonien ausweitete, lässt sich in Ermangelung schriftlicher Quellen nicht nachvollziehen. Am Ende des 6. Jh.s n. Chr. zählen Lakonien und die im Westen benachbarte Region Messenien zum Territorium von Sparta. Nur Erzählungen über die Eroberung Messeniens (Messenische Kriege) sind überliefert.

### Klassische Zeit
Der spartanische Herrschaftsbereich umfasste als Folge der Schlacht bei Leuktra 371 v. Chr.  nur noch Lakonien. Weitere Verluste lakonischer Gebiete erfolgten unter dem makedonischen König Philipp II., der 338/7 v. Chr. militärisch gegen Sparta vorging, vermutlich um jedes Wiedererstarken Spartas auszuschließen: Sparta verlor das nördliche lakonische Grenzgebiet, die östliche Küste Lakoniens bis Prasiai (Lakonien) im Süden und die Nordostküste des Messenischen Golfes, so dass sich das Herrschaftsgebiet Spartas in Lakonien auf das Tal am Fluss Eurotas und die Halbinseln Tainaron und Malea beschränkte.

### Hellenistisch-römische Zeit
In nach-klassischer Zeit unternahmen hellenistische Herrscher immer wieder Versuche, die Herrschaft Spartas über Lakonien einzuschränken. Nach der Niederlage des letzten spartanischen Königs Nabis lösten die Römer Periökenstädte an der Küste des Lakonischen Golfes aus der Abhängigkeit von Sparta und stellten sie unter den Schutz des Achaiischen Bundes. 146 v. Chr. bildeten diese lakonischen Städte erstmals einen Bund der Lakedaimonier unter Ausschluss Spartas. Nach dem Ende des Achaiischen Bundes und der Unterwerfung ganz Griechenlands (146 v. Chr.) wurde Lakonien Teil des Römischen Reiches.

## Moderne Zeit
Nach der Gründung des modernen Staats Griechenland, 1833, wurde Lakonien als Präfektur eingerichtet und blieb dies mit einigen Unterbrechungen bis zur Verwaltungsreform 2010. Hierbei wurden ihre Kompetenzen an die durch Zusammenlegung an Zahl stark reduzierten Gemeinden und die Region Peloponnes übertragen. Seither bildet Lakonien den Regionalbezirk Lakonien (Περιφερειακή Ενότητα Λακωνίας Periferiakí Enótita Lakonías).  Dieser entsendet sieben Abgeordnete in den Regionalrat der Region Peloponnes, hat darüber hinaus jedoch keine politische Bedeutung. Lakonien umfasst die Gemeinden Anatoliki Mani, Elafonisos, Evrotas, Monemvasia und Sparta.

## Ehemalige Provinzen im neuzeitlichen Griechenland (επαρχίες)
Bei der Gründung Lakoniens bestand das Gebiet aus den Provinzen
- Epidavros Limiras (Επίδαυρος Λιμήρας), Hauptort Molai
- Lakedaimon (Λακεδαίμων), Hauptort Sparta
- Gythio (Γύθειο), Hauptort Gythio
- Itylo (Οίτυλο), Hauptort Areopoli

Zeitweise, nämlich von 1836 bis 1845 und von 1899 bis 1909 war Lakonien in zwei Gebiete unterteilt, nämlich in Lakonien mit den Provinzen Gythio und Itylo (von 1899 bis 1909 als Präfektur Lakoniki) und Lakedaimon im engeren Sinne, das die Provinzen Lakedaimon und Epidavros Limiras umfasste. Die Provinz Kythira gehörte von 1866 bis 1909 zur Präfektur Lakonien bzw. Lakoniki.